# Marcia sul Pentagono del 1967

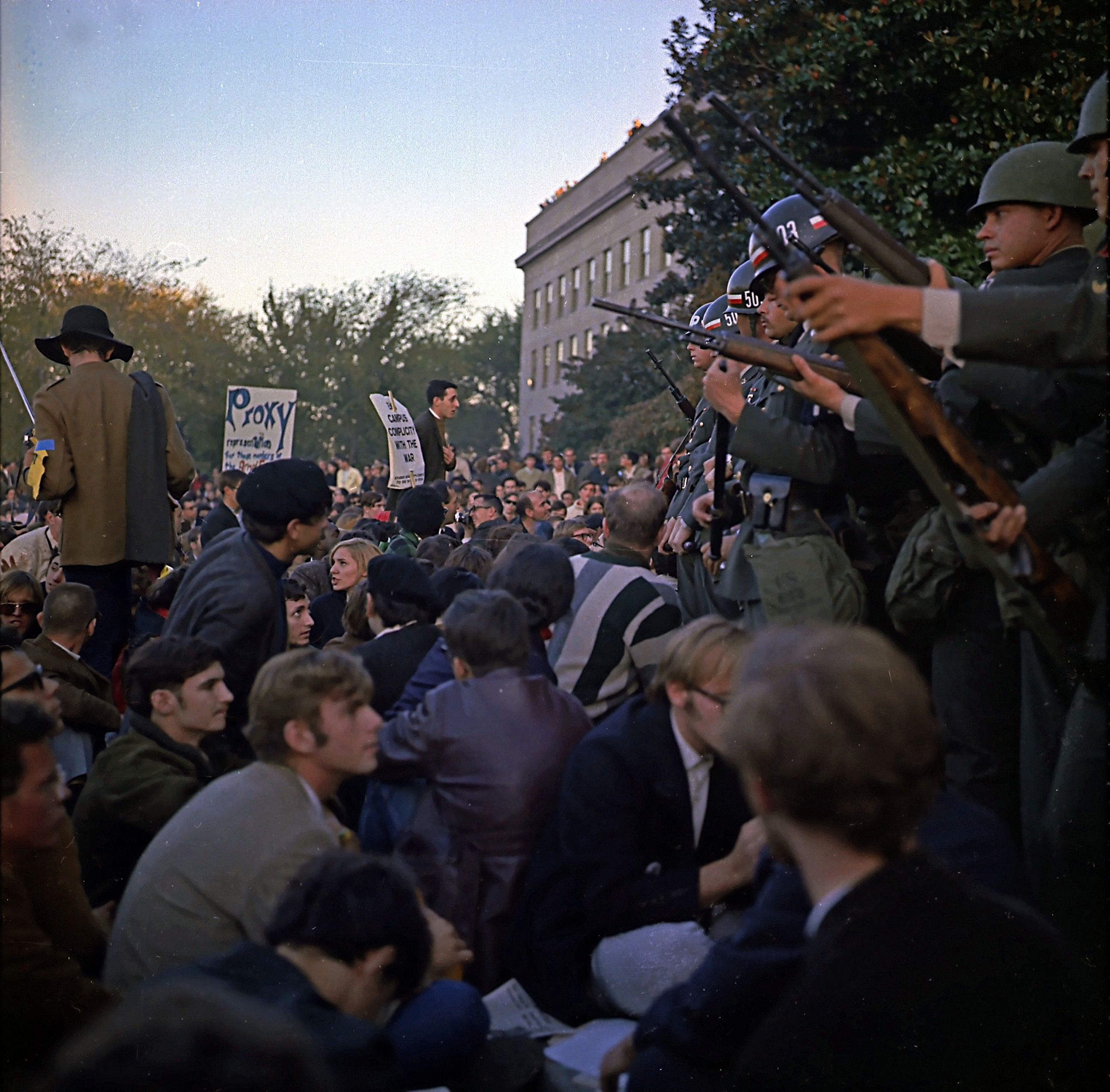
I contestatori guardano negli occhi i soldati schierati in difesa del Pentagono

La marcia sul Pentagono del 1967 fu una massiccia manifestazione contro la guerra del Vietnam che ebbe luogo il 21 ottobre 1967.
L'evento iniziò con più di 100.000 manifestanti che si radunarono vicino al Lincoln Memorial a Washington, DC. Più tardi, circa 50.000 persone marciarono senza autorizzazione attraverso il fiume Potomac in direzione del Pentagono e scatenarono tensioni con i paracadutisti della U.S. Army che erano lì di guardia. Le manifestazioni furono altamente polarizzanti e produssero anche la famosa fotografia di un manifestante che metteva fiori nel fucile di un paracadutista.
Dopo il concerto di Phil Ochs e i discorsi di David Dellinger e del Dr. Benjamin Spock, circa 50.000 dei presenti furono poi guidati dall'attivista sociale Abbie Hoffman e marciarono dal Lincoln Memorial al Pentagono nella vicina Arlington, in Virginia, per partecipare a una seconda manifestazione.

## Antecedenti e contesto

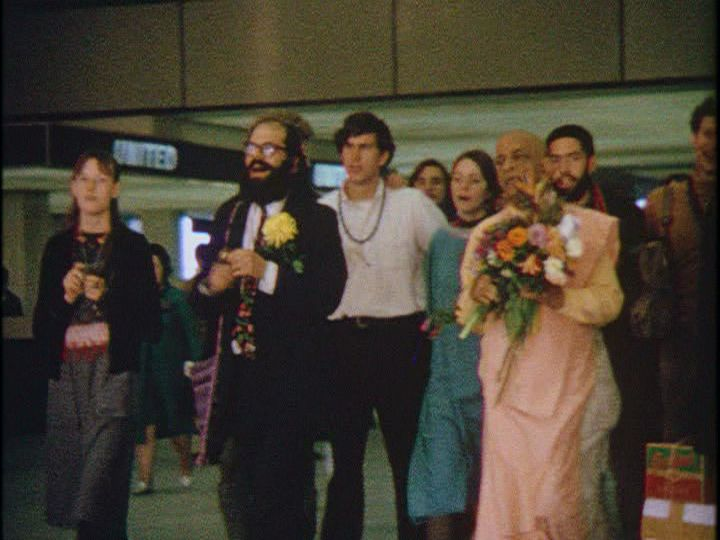
Allen Ginsberg e Bhaktivedanta Swami in una foto del 1967

La sera del 14 gennaio 1967 varie figure della controcultura che celebravano lo Human Be-In si riunirono nello studio di pittura di San Francisco dell’artista Michael Bowen. Gli ospiti di Bowen nella stanza includevano Allen Ginsberg, Gary Snyder, Timothy Leary e Jerry Rubin. Il piccolo gruppo alla fine studiò un piano per fare una marcia di protesta verso il Pentagono: Gary Snyder sosteneva la necessità di un esorcismo del Pentagono e Michael Bowen dichiarava che lo scopo della marcia fosse quello di far letteralmente levitare l'edificio.

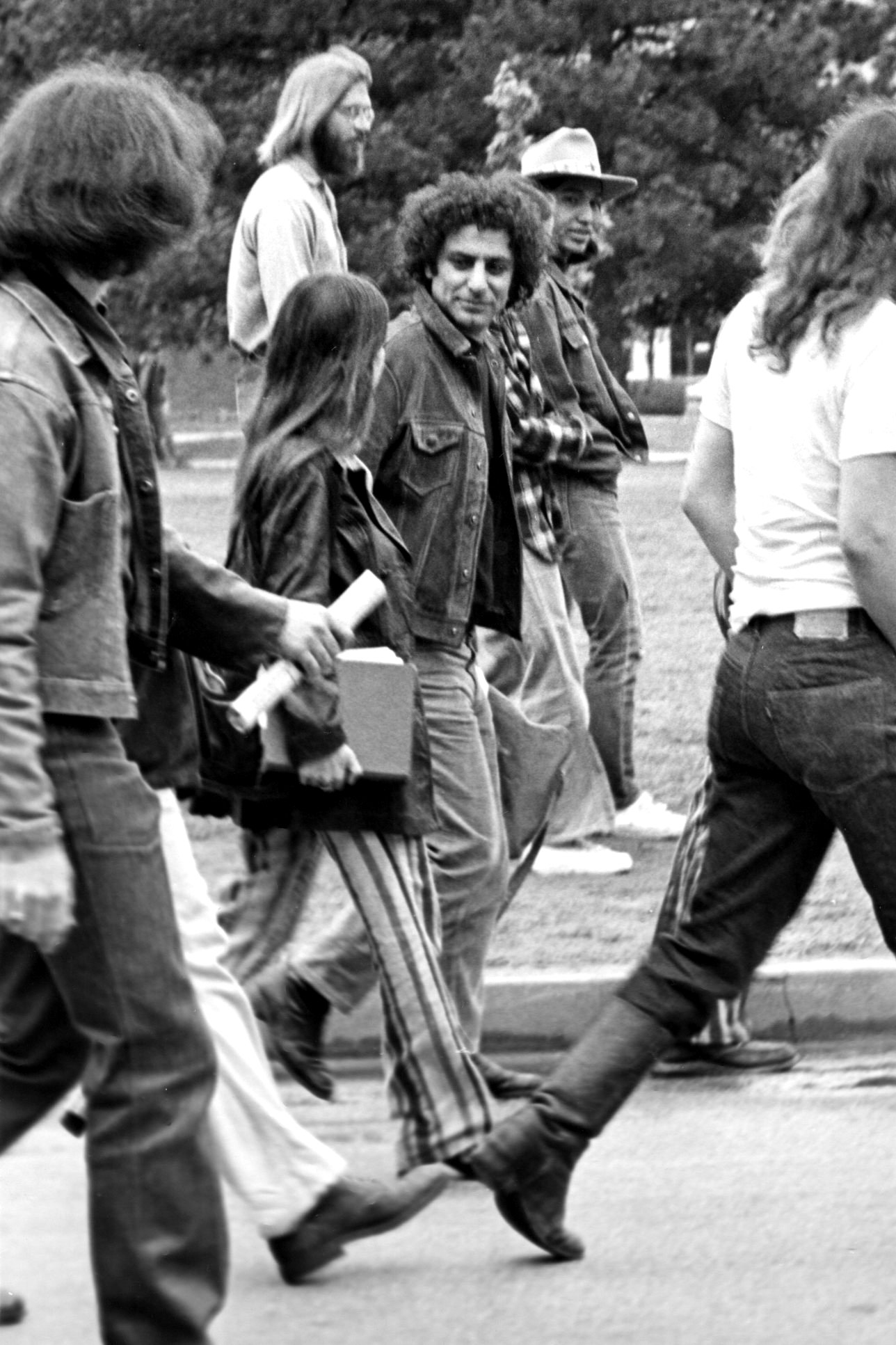
Abbie Hoffman durante una manifestazione degli anni '60

Sperando di attirare studenti universitari giovani e istruiti, il coordinatore del Comitato nazionale di mobilitazione per porre fine alla guerra in Vietnam (Mobe), David Dellinger, ha coinvolto Jerry Rubin, che guidava il vasto comitato per la Giornata del Vietnam presso l'Università della California, Berkeley per organizzare una marcia. Abbie Hoffman si era recentemente unito al Mobe dopo una precedente esperienza nel movimento per i diritti civili. Dopo un ritiro spirituale in Messico, Michael Bowen partecipò a un incontro a New York per pianificare la marcia. Di tutti gli attivisti presenti nella stanza era l'unico a sostenere che il Pentagono avrebbe letteralmente levitato, mentre gli altri affermavano che avrebbe "levitato" solo per l'effetto shock.

## Le proteste

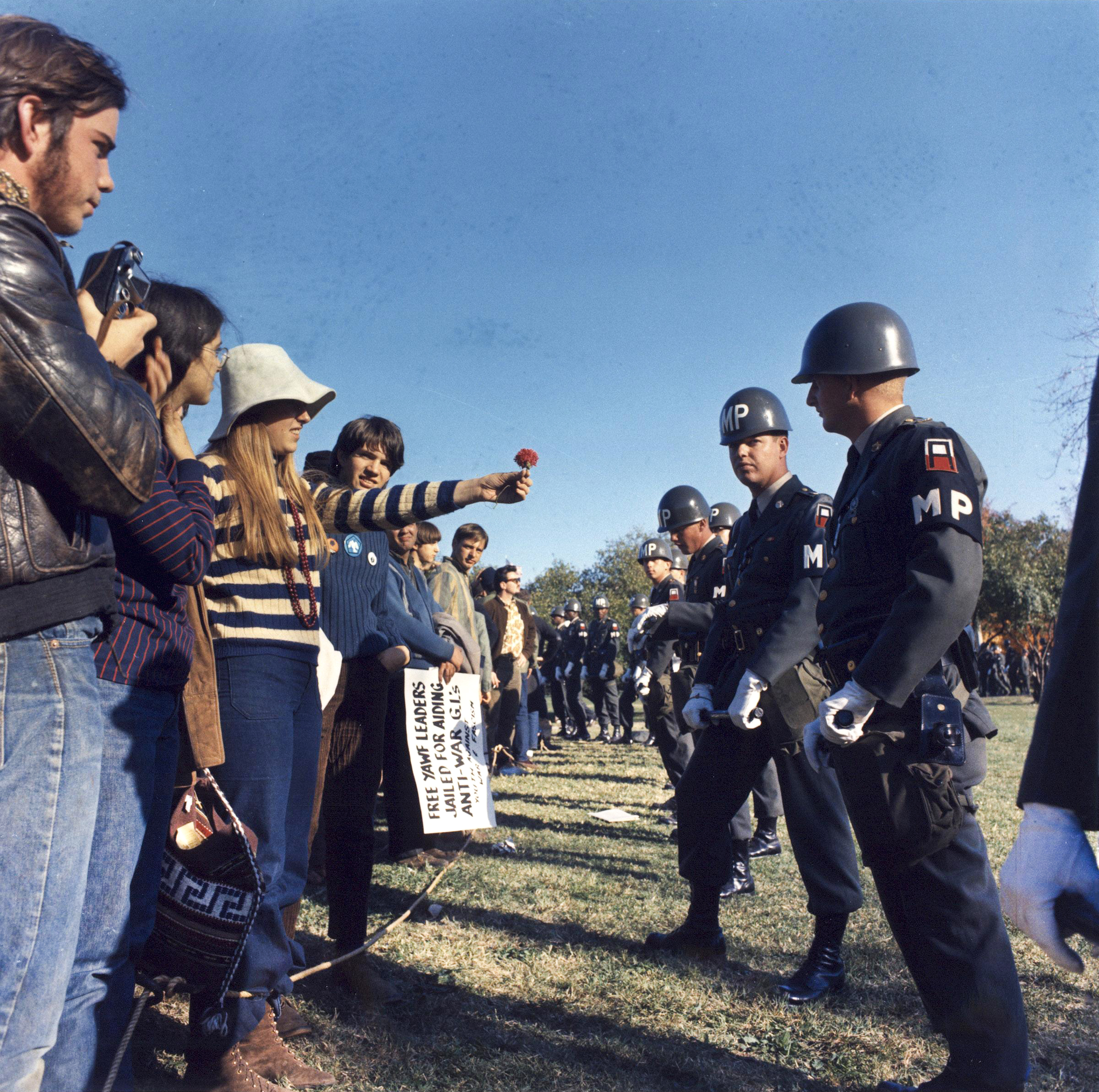
Una ragazza consegna un fiore ai militari schierati a difesa del Pentagono

Il 21 ottobre 1967 il Comitato nazionale di mobilitazione per porre fine alla guerra in Vietnam iniziò la protesta con una manifestazione al Lincoln Memorial. I partecipanti appartenevano a classi sociali molto diverse tra loro e spaziavano da professionisti della classe media, agli ecclesiastici, agli hippy, agli attivisti neri. Il raduno iniziale, scaldò gli animi con il concerto del cantante della controcultura folk Phil Ochs, fu caratterizzato da discorsi seriosi e con rimandi a concetti antichi ed universali. In questo contesto erano presenti personaggi illustri come Norman Mailer, Robert Lowell, Dwight MacDonald, Noam Chomsky e Paul Goodman.
Dal Lincoln Memorial i manifestanti presero a muoversi verso il Pentagono. Durante questa marcia i manifestanti furono accolti dai soldati dell'82^ divisione aviotrasportata che formarono un cordone bloccando i gradini del Pentagono. Per non farsi dissuadere, Abbie Hoffman giurò che avrebbe fatto levitare il Pentagono usando l'energia psichica fino a quando non sarebbe diventato arancione, iniziando a vibrare proprio nel momento in cui la guerra in Vietnam sarebbe finita. Allen Ginsberg profondeva canti tibetani per assistere Hoffman.

## Galleria d'immagini

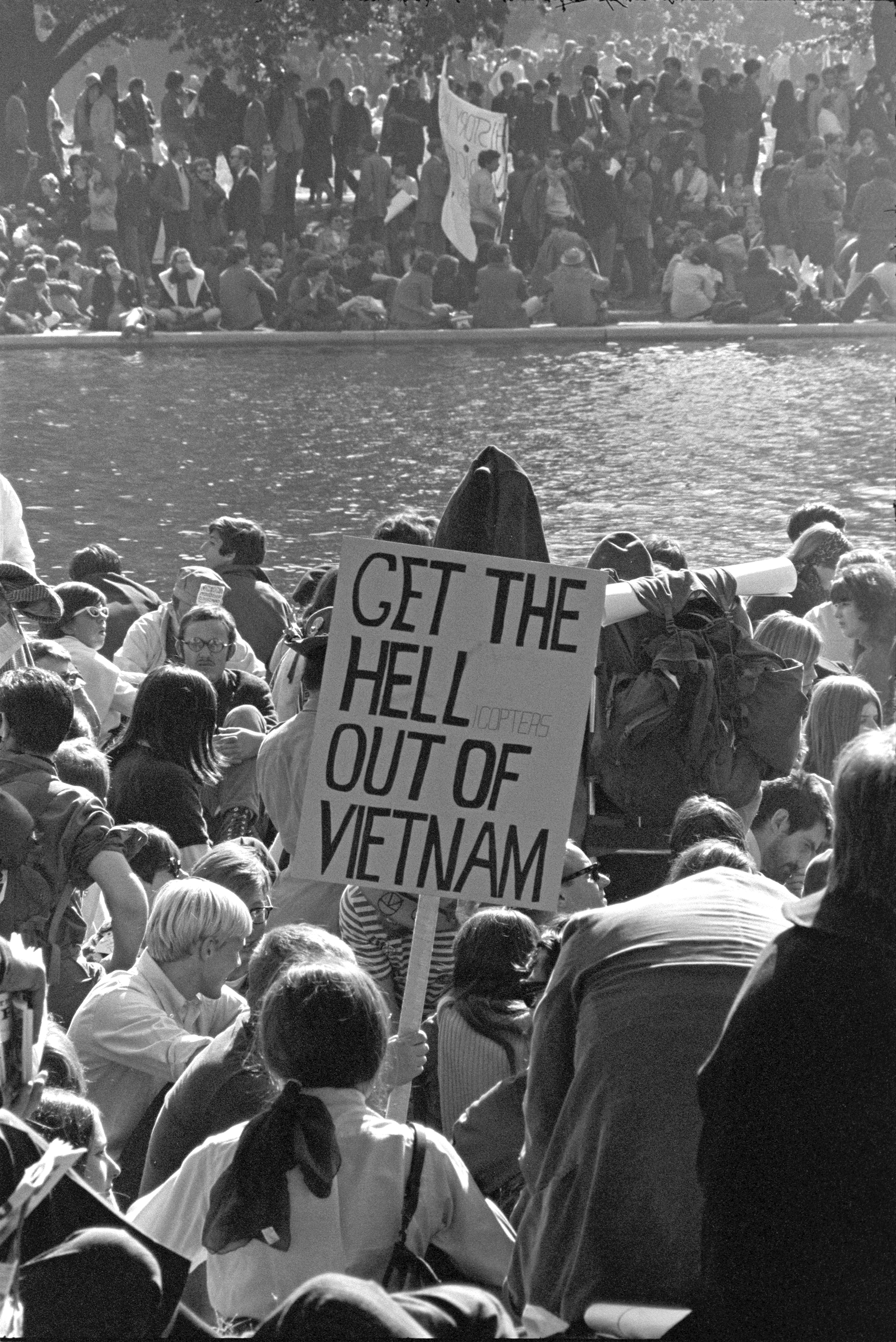
I contestatori radunati sulla Lincoln Memorial Reflecting Pool.
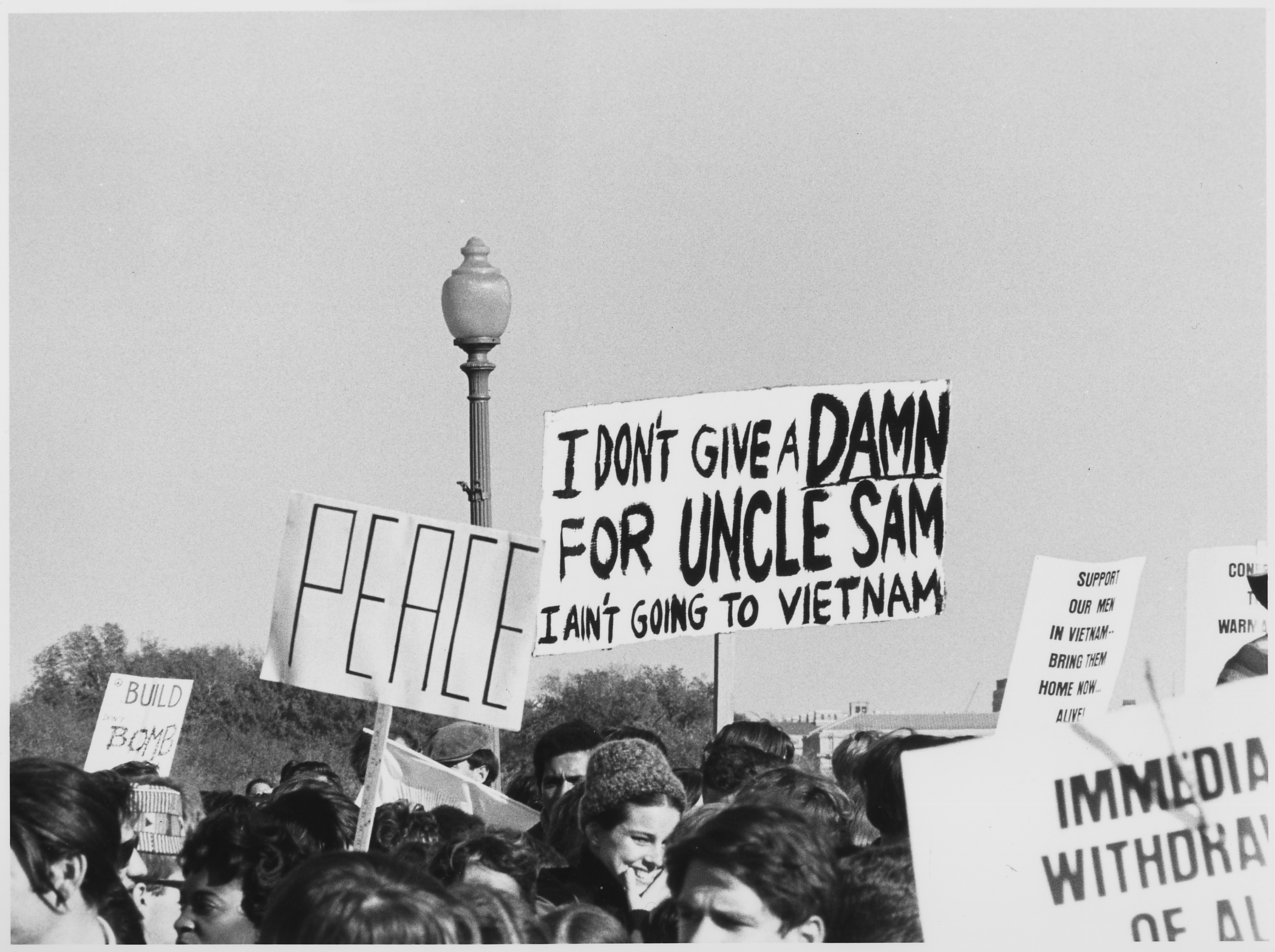
Contestatori in marcia
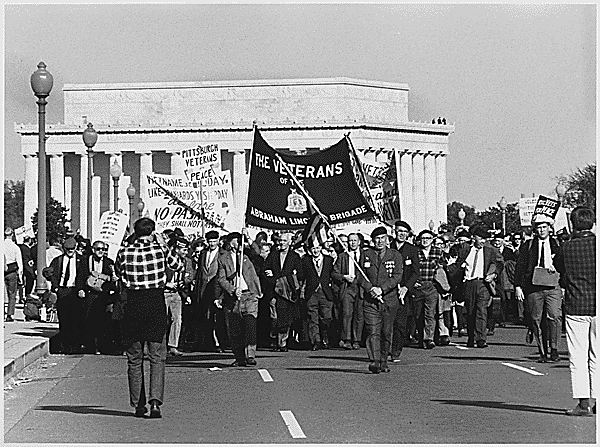
Veterani del Battaglione Abraham Lincoln in marcia dal Lincoln Memorial.
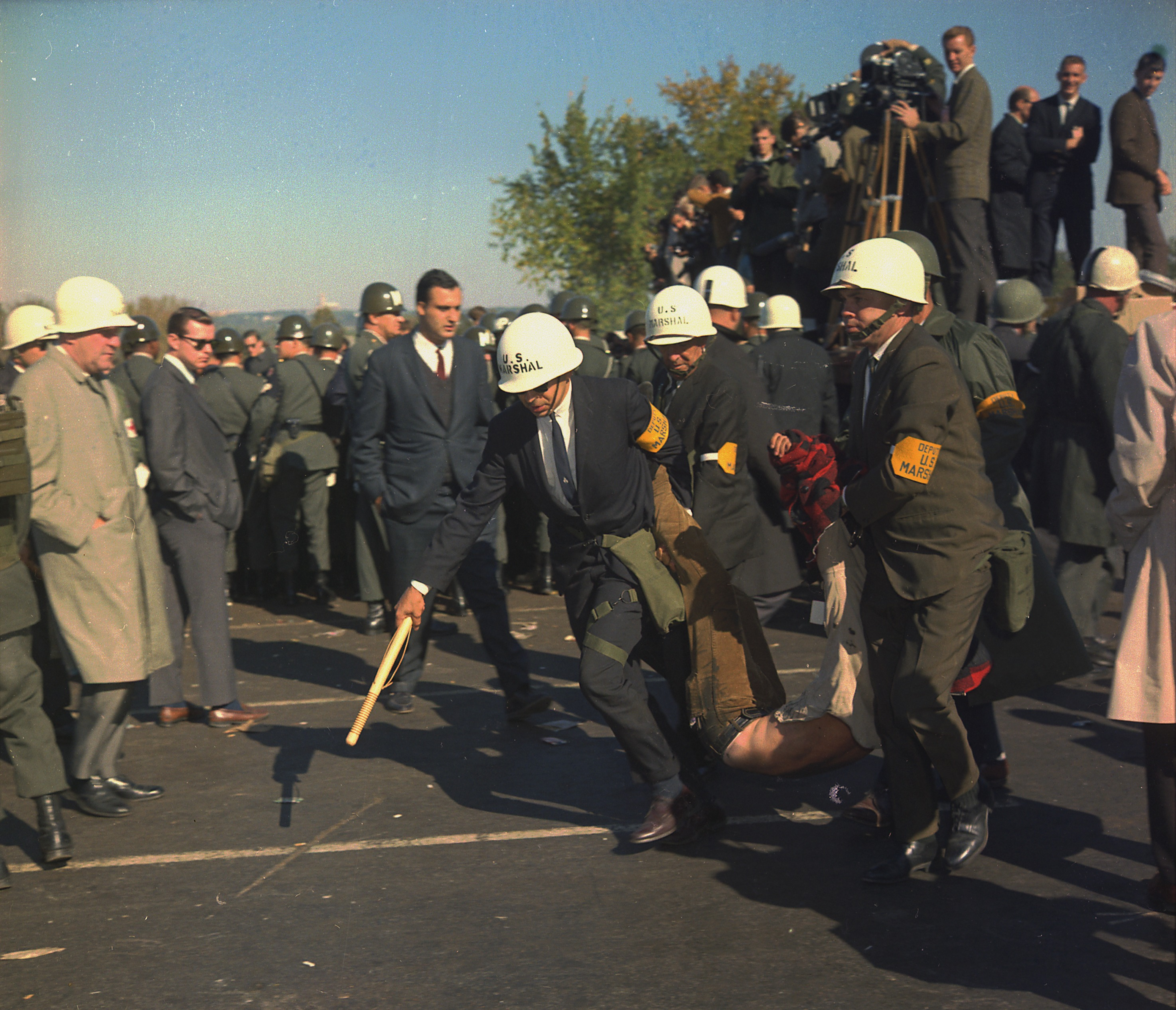
La US Marshals arresta un contestatore.
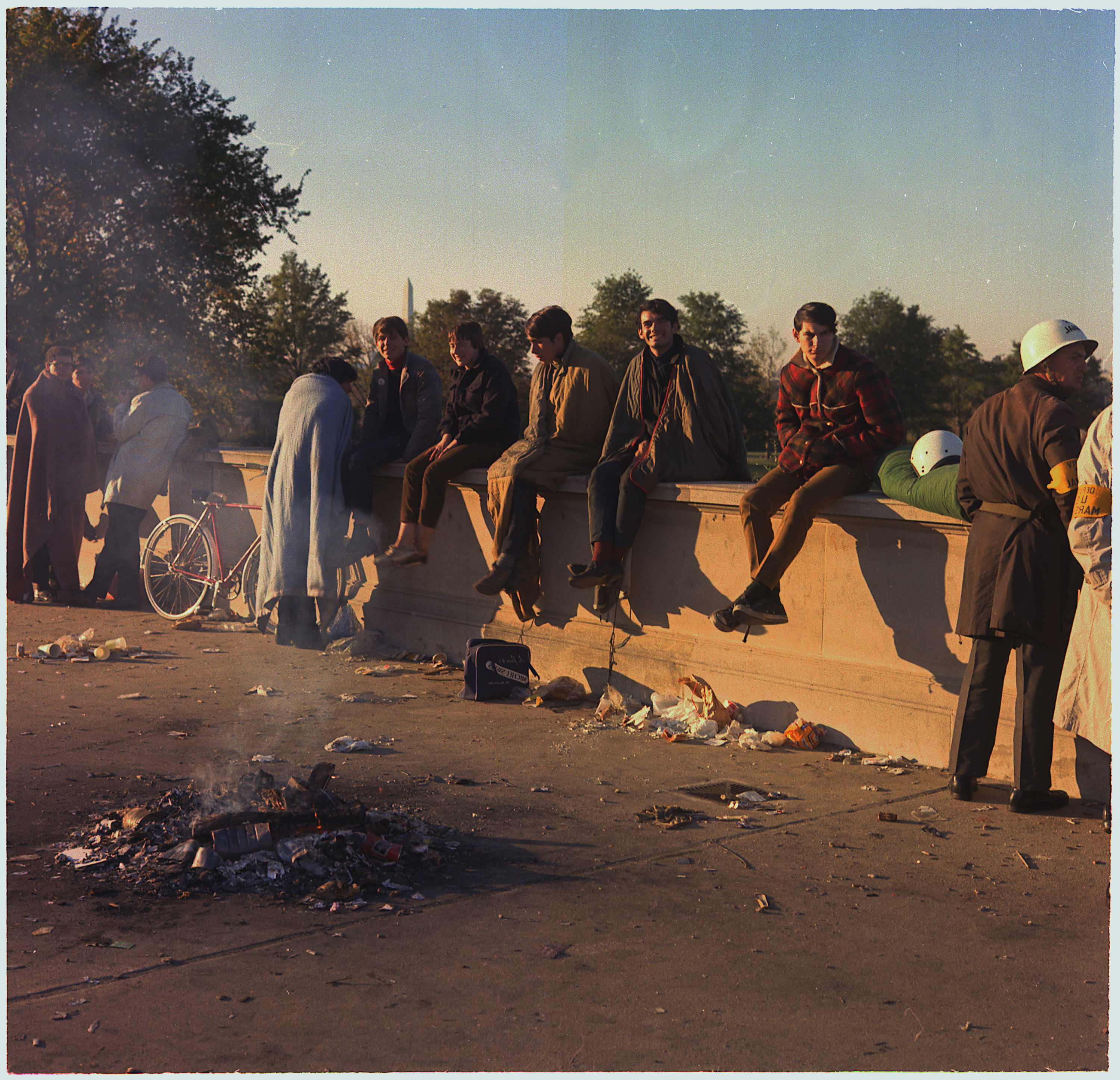
Contestatori attorno ad un falò al Capitol Mall.